# Monodelphis unistriata
Monodelphis unistriata är en pungdjursart som först beskrevs av Johann Andreas Wagner 1842. Monodelphis unistriata ingår i släktet pungnäbbmöss och familjen pungråttor. IUCN kategoriserar arten globalt som akut hotad. Inga underarter finns listade.
Artens främre extremiteter är robustare och bredare jämförd med Monodelphis domestica och Monodelphis sorex. Pälsen på ovansidan bildas av korta och lite styva hår som är upp till 4,6 mm långa. Håren är grå nära roten, ljus beige i mitten och rödbrun till svart vid spetsen. Därför ser ovansidan prickig ut. På ryggens mitt finns en mer eller mindre tydlig rödbrun linje.
Pungdjuret är bara känd från två platser i södra Brasilien respektive norra Argentina. Det sista fyndet är från senare 1800-talet.